# کانال منوآ

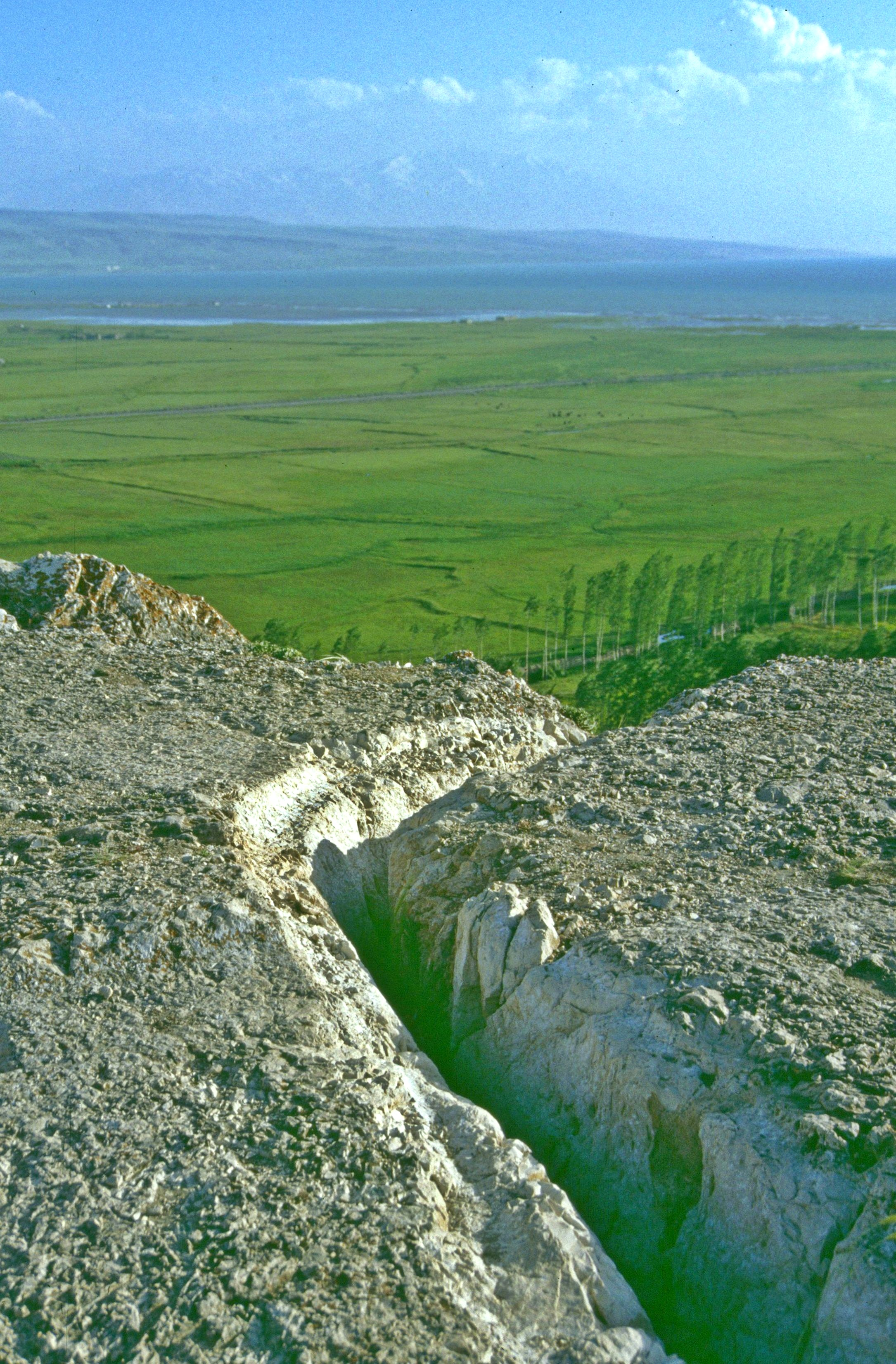
کانال منوآ

کانال منوا، که به عنوان کانال سمیرامیس یا کانال شامیرام نیز شناخته می‌شود، یک کانال به همراه مجموعه‌ای از آثار آبی مانند آباره‌ها است که توسط شاه منوای اورارتو (حک. 810–786 BC) ساخته شده است. این کانال در شرق وان، ترکیه قرار دارد و به طول ۵۶ کیلومتر (۳۵ مایل) امتداد داشته و منطقه بزرگی را تأمین کرده و به دریاچه وان می‌ریزد. این کانال بیش از ۲۵۰۰ سال پس از ساخت، به طور پیوسته برای مقاصد آبیاری توسط ساکنین محلی استفاده شده است. این کانال بر اساس استانداردهای منطقه‌ای و جهانی به عنوان یک شاهکار آب‌شناسی و معماری مهندسی محسوب می‌شود.
با وجود اینکه این کانال به خاطر تکنیکی بودن خود و اهمیت کارهای انجام‌شده برای تکمیل آن متمایز است، بخشی از سیاست کلی ساخت و سازهای آبی توسط حکمرانان اورارتو بوده که هدف آن تأمین آب کافی در منطقه بود. باور بر این است که این کانال تنها در پایتخت توشپا (وان) برای بیش از ۵۰,۰۰۰ نفر تأمین معیشت کرده است.
اگرچه توسط تاریخ‌نگاران قرون وسطایی به ملکه افسانه‌ای آشوری سمیرامیس نسبت داده شده بود که از گذشته‌ای افسانه‌ای یاد می‌کردند، اما طبق کتیبه‌های اورارتویی که در برخی از ساختارها یافت شده، این کانال توسط شاه اورارتویی منوا ساخته شده است. این چهارده کتیبه به عنوان منابع ارزشمند برای محققان در ترجمه زبان اورارتویی خدمت می‌کنند.

## تاریخچه

### پیشینه
ساخت کانال منوا به نظر می‌رسد که هم‌زمان با معرفی قنات به اورارتو از ایران. این روش، که از کانال‌های زیرزمینی استفاده می‌کرد، روش‌های آب‌شناسی و معماری در منطقه را متحول کرد. بعدها، یکی از نوادگان منوا، روسای دوم، یک دریاچه مصنوعی به نام دریاچه روسا (که اکنون به عنوان دریاچه کچیچ شناخته می‌شود) به این سازه‌های آبی افزود. شاه منوا (حک. 810–786 BC) به خاطر دیگر آثار آبی مانند تقریباً پنج کانال کوچک‌تر در منطقه و به سوی ملازگرد شناخته شده است که او ممکن است بنیان‌گذار آن‌ها بوده باشد.
دلایل ساخت چنین سازه‌ای مهم هنوز به خوبی درک نشده، اما نمی‌توان انگیزه‌های سیاسی که هدف آن جلب رضایت مردم با نمایش خود به عنوان پادشاهی خیراندیش و بزرگوار بوده را نادیده گرفت.

### ساخت
کانال توسط شاه منوای اورارتو ساخته شد، مطابق با کتیبه‌های او که هنوز در کنار کانال به چشم می‌خورند. این کانال آب تازه را به شهر پایتخت توشپا می‌آورد. این کانال بخشی از یک مجموعه وسیع تر از خطوط لوله و ساختارها بوده که در جهت بهبود آبیاری در فلات ارمنستان در دوران پادشاهی اورارتو طراحی شده بود. این کانال به طول ۵۶ کیلومتر (۳۵ مایل) امتداد دارد. تا اولین بازسازی آن در ۱۹۵۶، کانال معمولاً بین دو و سه متر مکعب بر ثانیه (۷۱ و ۱۰۶ فوت مکعب بر ثانیه) تأمین می‌کرد. در فصل خشک، این مقدار می‌توانست به ۱٫۵ متر مکعب بر ثانیه (۵۳ فوت مکعب بر ثانیه) کاهش یابد. در برخی مناطق، دیوارهای حائل با ارتفاع تقریباً یازده متر (۳۶ فوت) داشت که برای تسهیل کرت‌بندی و آبیاری استفاده می‌شد. برای مثال، به نظر می‌رسد که همسر یا دختر منوا صاحب تاکستان روی تراس مجاور کانال بود. یکی از کتیبه‌های یافت‌شده در این زمینه اعلام می‌کند: "این تاکستان متعلق به تاریریا، همسر منوا است. به آن تاکستان تاریریا می‌گویند." سدهایی نیز در طول مسیر کانال برای کنترل تأمین آب منطقه ساخته شد. باور بر این است که این کانال تنها در پایتخت توشپا (وان) برای بیش از ۵۰,۰۰۰ نفر تأمین معیشت کرده است.

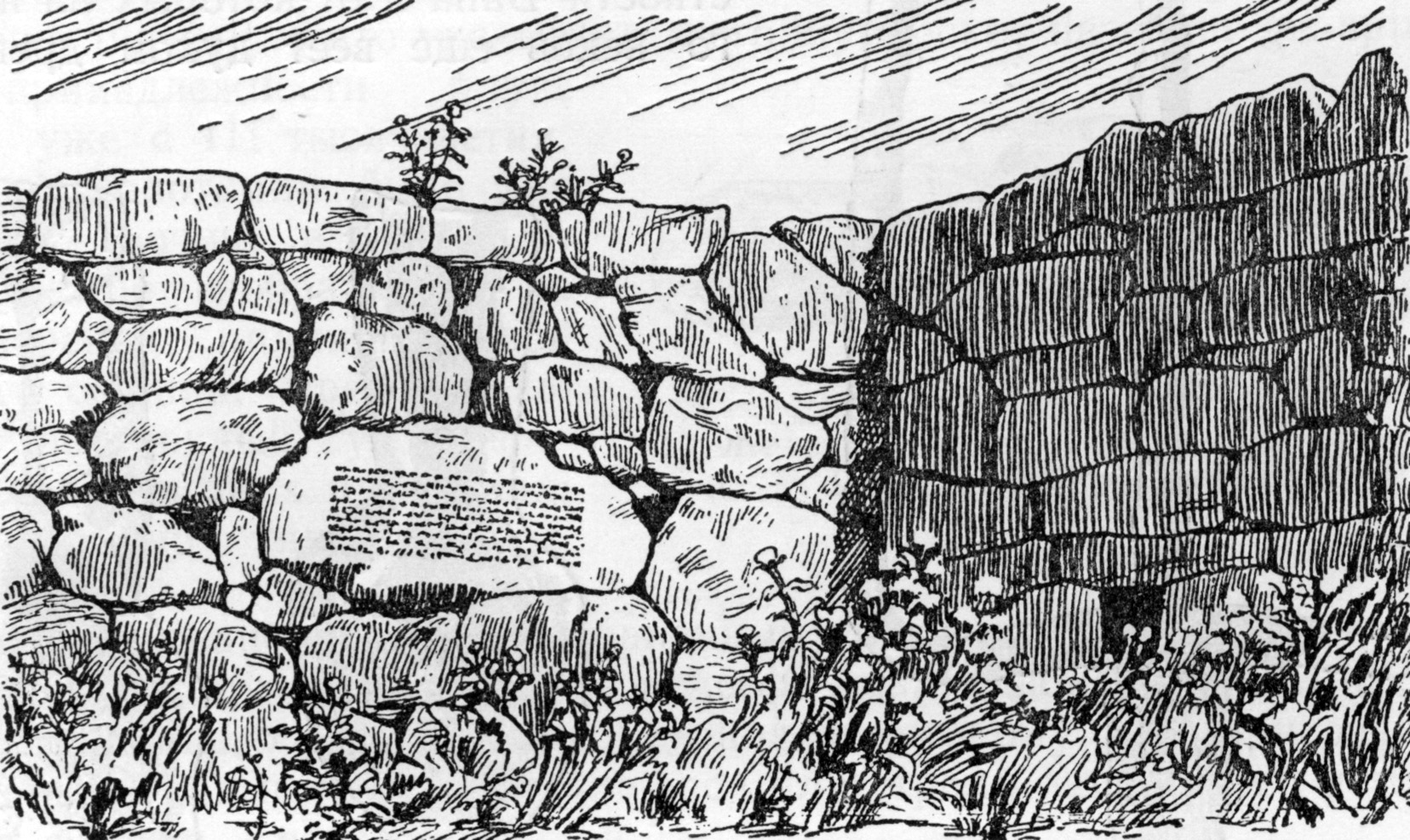
نقاشی از دیوار کانال با یک کتیبه اورارتویی که زمانی کشف شده بود.

در مسیر کانال، به ویژه در مناطق ساخت و ساز چالش‌برانگیزتر، کتیبه‌هایی به زبان خط میخی اورارتویی وجود دارد. در مجموع ۱۴ کتیبه وجود دارد که همگی شاه منوا، حامی پروژه را گرامی می‌دارند. برخی از این کتیبه‌ها شامل فرمول‌های نفرین می‌باشد، در حالی که برخی دیگر از آنها اینگونه نیستند. طول کتیبه‌ها با توجه به دشواری معاملات فنی متفاوت است.
کامل‌ترین کتیبه اورارتویی یافت‌شده در امتداد کانال نزدیک به بخشی است که یک آباره توسط شاه ساخته شده بود. این شامل فرمول نفرین علیه هر کسی که ساختار را بی‌حرمت کند و اعلام می‌کند:
به اراده خالد، منوا، پسر ایشپونی، این کانال را ساخت. این کانال به نام کانال منوا خوانده می‌شود. منوای قدرتمند، شاه بزرگ، شاه بیاینا، شاهزاده شهر توشپا؛ منوا به نام خدای مهیب خالد سخن می‌گوید: هر کس که این کتیبه را تخریب کند، هر کس که آن را برگرداند، هر کس که چنین کارهایی را بر اساس خواست خود یا به نام دیگری انجام دهد، منوا هشدار می‌دهد که خدای مهیب خالد، خدای تشبا و خدای خورشید ایشپوئینی او را از نشانه خورشید محو خواهند کرد. 

اگرچه ساختارها اورارتویی بوده و در ابتدا عنوان "کانال منوا" را داشتند، اما کانال توسط تاریخ‌نگار ارمنی قرون وسطی موسی خورنی، که ساخت آن را به ملکه افسانه‌ای آشوری سمیرامیس نسبت داد، به نام "کانال سمیرامیس" نامگذاری شد. موسی می‌نویسد:
"او گفت، 'ما باید در کشوری با چنین آب و هوای معتدل و آب پاک، شهری بسازیم، اقامتگاهی سلطنتی برای زندگی در ارمنستان، در میان همه لذت‌ها، یک چهارم سال؛ و سه فصل سردتر دیگر را در نینوا خواهیم گذراند.' [...] سمیرامیس نخستین بار بزرگراه رودی را ساخت، با استفاده از بلوک‌های سنگی که با آهک و ماسه نرم بهم چسبانده شده بودند، یک کار عظیم از نظر اندازه و ارتفاع، که گفته می‌شود تا به امروز وجود دارد. [...] او بخشی از آب‌های رودخانه را در سراسر شهر توزیع می‌کند و آن‌ها را به هر جا که نیاز باشد، از جمله برای آبیاری باغ‌ها و گلدان‌های گل می‌برد."
بانیستر فلچر درباره آن در تاریخ معماری خود نوشت:
شامیرام سو (کانال سمیرامیس) معروف‌ترین کانال‌ها و مخازن است که بخش عمده‌ای از کارهای پادشاهان متوالی اورارتو بود و توسط منوا ساخته شده بود تا آب را از دره رودخانه حصف در جنوب شرق وان به میدان‌ها و باغ‌های اطراف پایتخت بیاورد. این کانال در بسیاری از نقاط تا امروز قابل مشاهده است. 

## آثار ماندگار
کتیبه‌های یافت‌شده در امتداد کانال درک زبان اورارتویی را به میزان قابل توجهی تحت تأثیر قرار داده‌اند، ضمن اینکه اطلاعاتی نیز به پژوهشگران درباره حامی واقعی ساخت ارائه می‌دهند. با کشف دیوارهای حائل، امکان بازسازی مسیر اصلی کانال با دقت نسبتاً بالا وجود دارد.
کانال همچنان مورد استفاده قرار دارد و در اولین بازسازی خود در سال ۱۹۵۶، تقریباً ۲۵۰۰ سال پس از ساخت، قرار گرفت. این بازسازی که توسط ترکیه انجام شد، اما بخش مرکزی آن، از جمله یک آباره، با یک ساختار بتنی مدرن جایگزین شد، زیرا ساختار قدیمی بسیار گران‌قیمت برای نگهداری بود.
این کانال به عنوان یک شاهکار آناتولی و جهانی آب‌های معماری مهندسی شناخته می‌شود. نیکوغایوس آدونتس درباره این کانال نوشت: "«پلی» منوا - کانال شامیرام - در مقایسه با همه کانال‌های شناخته‌شده [در آن دوره] مانند دجله به نظر می‌رسد. به عبارت دیگر، کانال منوا میان کانال‌ها مانند دجله میان رودخانه‌ها است."